# Silene reinwardtii
Silene reinwardtii är en nejlikväxtart som beskrevs av Albrecht Wilhelm Roth. Silene reinwardtii ingår i släktet glimmar, och familjen nejlikväxter. Inga underarter finns listade i Catalogue of Life.

## Bildgalleri

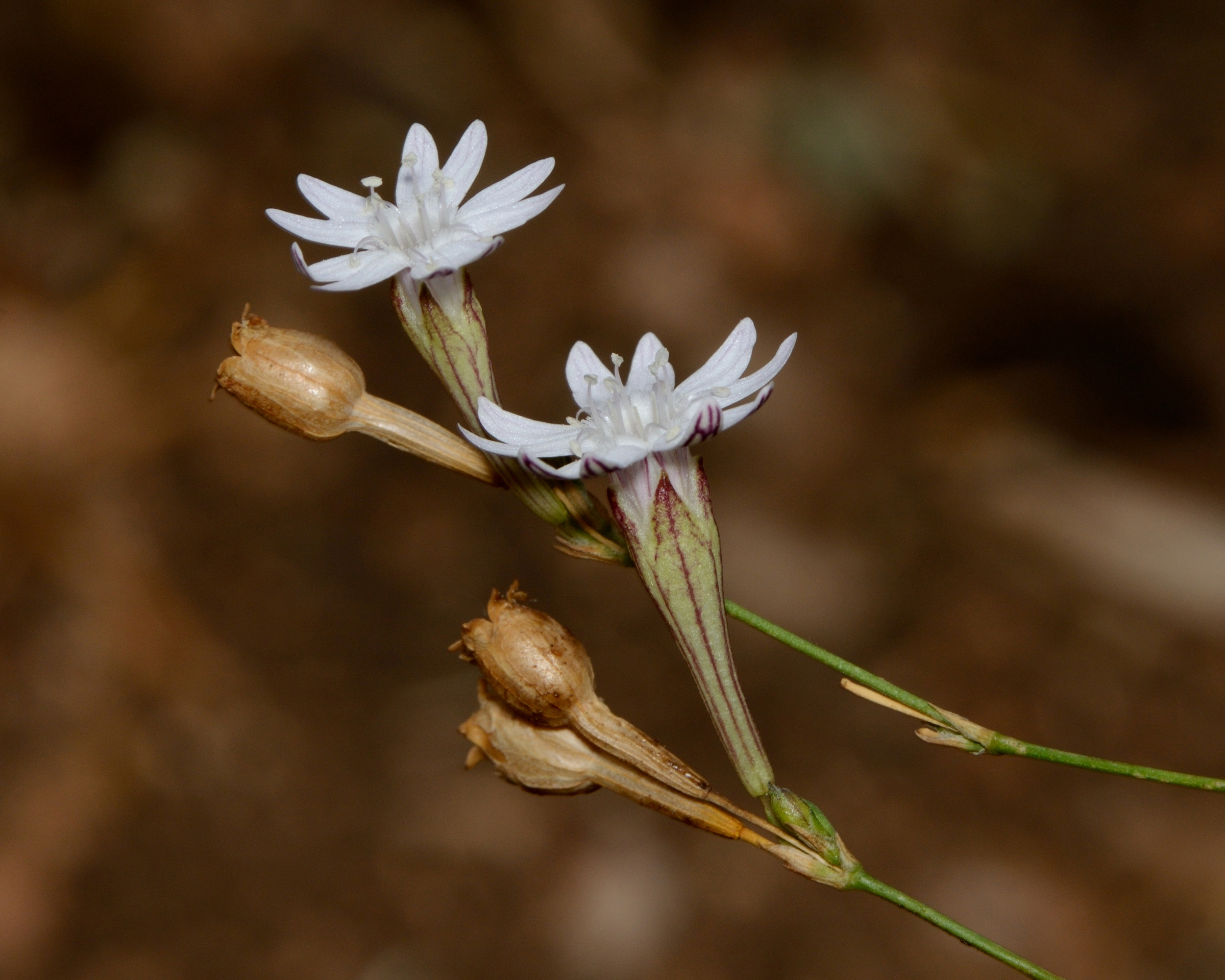